# إعاقة الجلوس
إعاقة الجلوس هي حالة يكون الشخص خلالها غير قادر على الجلوس، بسبب الألم عادة، ولكنها قد تحدث أيضًا للأشخاص الذين يجلسون في الكراسي المتحركة. وتعرف أيضًا باسم «انخفاض القدرة على الجلوس»، أو «مشكلات الجلوس»، أو «عدم القدرة على الجلوس».
ولم تكن إعاقة الجلوس إعاقة معترفًا بها بوجه عام. كما أنه مفهوم غير مشهور، على الرغم من أن الأعراض مشتركة مع الأشخاص الذي يعانون من آلام ظهر حادة. وتعرف الإعاقة المذكورة عادة في الأبحاث والمستندات القانونية بأنها قلة الحركة والإعاقة البصرية أو السمعية.

## الأسباب المحتملة
يعد الألم أثناء الجلوس عرضًا مشهورًا من أعراض ألم الأحدوبة الإسكية، ومتلازمة الألم العضلي الغشائي، وألم العصعص (وجع العصعص)، وفشل الجراحة في الظهر وآلام الظهر بشكل عام. وتعد عدم القدرة على الجلوس إحدى إشارات ألم أسفل الظهر المزمن. وألم أسفل الظهر هو حالة تؤثر على النسبة الأكبر من سكان الولايات المتحدة في مرحلة ما من حياتهم. 65 إلى 80% من الأمريكيين قد عانوا من آلام أسفل الظهر في مرحلة ما من حياتهم. وعلى الرغم من أن معظم الحالات يمكن حلها بسرعة، فإن 40% منها تعاود الظهور، و5% ينتج عنها إعاقة متبقية بعد عام واحد.
تحتل آلام أسفل الظهر (والمعروفة أيضًا باسم ألم قطني)، في الولايات المتحدة، المركز الخامس في الأسباب الأكثر شيوعًا لزيارة الطبيب. كما أن حوالي تسعة من كل عشرة بالغين عانوا من آلام أسفل الظهر في مرحلة ما من حياتهم، وخمسة من أصل عشرة من البالغين العاملين يعانون من آلام الظهر كل عام.
ومع العديد من متلازمات الألم الشديد، مثل الألم العصبي أو آلام الحوض (اختلال الأداء الوظيفي للارتفاق العاني)، أو الألم أثناء الحمل أو بعد الولادة، والذي من الممكن أن يتافقم بفعل الجلوس.
غالبًا ما تندرج مشكلات الجلوس ضمن الإعاقة غير المرئية. بالإضافة إلى حقيقة أن تراجع القدرة على الجلوس لم تذكر في أي بحث أو قانون مناهض للتمييز، وهو ما يجعل من الصعب على الناس العيش مع مثل هذا النوع من الإعاقة.

## المساواة وسهولة الوصول
الشخص الذي يعاني من إعاقة الجلوس نتيجة للألم الشديد، يكون غير قادر على الجلوس أو الوقوف لفترات طويلة وفي حاجة للاستلقاء. فتوفر المقاعد أو غيرها من الأجهزة التي يمكن الاستلقاء عليها قد يمثل عاملاً حاسمًا يحدد ما إذا كانت وسائل المواصلات أو المبنى العام يمكن استخدامه أو لا يمكن للعديد من الأشخاص الذين يعانون من هذا الشكل من أشكال الإعاقة. وغالبًا ما تكون المباني العامة ووسائل النقل مثل الطيران غير معدة بحيث تسمح للأشخاص الذين يعانون من مشكلات الجلوس الوصول إليها. فالأشخاص الذين يعانون من مشكلات الجلوس والحركة عادة ما يلجأون إلى استخدام الكرسي المتحرك، وهو عادة ما يكون كبيرًا جدًا لاحتوائه في مصعد.
وإعاقة الجلوس حالة طبية تجعل الشخص غير قادر على الجلوس، غير قادر على الحركة. فهي ليست عدم القدرة على الوصول إلى المبنى الذي يمنع الشخص من التواجد في المبنى، بل هي عدم وجود أماكن للاستلقاءأو الاتكاء على الكراسي المريحة. أدخلت وسائل الراحة للأشخاص الذين يعانون من إعاقة الجلوس قسرًا بعد أن تبنت الدول الأوروبية التصميم الشامل في مجتمعاتها. وصفت الجمعية النرويجية لآلام الظهر[وصلة مكسورة] العلاقة بين هذا ومشكلات الظهر في مستند قدمته للحكومة في النرويج.
فبعض الحالات الطبية مثل الآلام العصبية الفرجية، التي يتجنب المريض بها القيام ببعض الأنشطة مثل الجلوس حتى لا يزيد الحالة سوءًا، تعد من الحالات الحرجة. وتتطلب إعاقة الجلوس الشديدة تغييرات حياتية جذرية.
عادة ما يكون الأشخاص الذين يعانون من هذا عاجزين تمامًا فلا توجد سوى القليل من الوظائف التي يكون الفرد خلالها قادرًا على الاستلقاء، ومن غير المطلوب منهم الوقوف أو الجلوس لفترات طويلة من الزمن. ويعد الأشخاص الذين يعانون من هذه الحالة غير مرئيين نتيجة لعدم وجود وسائل مناسبة للنقل الجماعي، وقلة الأماكن العامة التي تمكنهم من الاستلقاء بطريقة مقبولة اجتماعيًا. ولذلك هم غالبًا ما يبقون في المنزل حتى إذا كانوا قادرين تمامًا على السير.

## وصلات خارجية
- (Norwegian) External article
- (Norwegian) External article
- External Article
- Free medical review article on coccydynia (coccyx pain, tailbone pain), online at eMedicine